# Malattie cardiovascolari
Le malattie cardiovascolari (CVD) sono una tipologia di malattie che coinvolgono il cuore o i vasi sanguigni. Le malattie cardiovascolari comprendono le malattie coronariche (CAD) come l'angina e l'infarto del miocardio (comunemente noto come attacco cardiaco). Altre malattie cardiovascolari comportano ictus, insufficienza cardiaca, cardiopatia ipertensiva, cardiopatia reumatica, cardiomiopatia, anomalie del ritmo cardiaco, cardiopatia congenita, cardiopatia valvolare, cardite, aneurismi aortici, arteriopatia periferica, malattia tromboembolica e trombosi venosa.
La malattia coronarica, l'ictus e l'arteriopatia periferica implicano l'aterosclerosi. Questa può essere causata da pressione alta, fumo, diabete mellito, mancanza di esercizio fisico, obesità, colesterolo alto, cattiva alimentazione e abuso di alcol. Si stima la causa dei decessi per malattie cardiovascolari sia rappresentata per circa il 13% dall'ipertensione, per il 9% dal tabacco, per il 6% dal diabete, per il 6% dalla mancanza di esercizio fisico e per il 5% dall'obesità. La cardiopatia reumatica può insorgere a partire da una faringite streptococcica.
Si stima che il 90% delle malattie cardiovascolari sia prevenibile. La prevenzione delle malattie cardiovascolari prevede un'alimentazione sana, l'esercizio fisico, la riduzione del fumo e la limitazione del consumo di alcol. Può risultare utile anche il trattamento di altri fattori di rischio quali ipertensione, lipidi nel sangue e diabete. Trattare la faringite streptococcica attraverso antibiotici può ridurre il rischio di cardiopatia reumatica. L'assunzione di aspirina da parte di individui sani non ha un beneficio evidente.
Le malattie cardiovascolari rappresentano la principale causa di morte in tutto il mondo, fatta eccezione per l'Africa. Le malattie cardiovascolari hanno causato 17,9 milioni di decessi (32,1%) nel 2015: un numero maggiore rispetto ai 12,3 milioni (25,8%) registrati nel 1990. I decessi dovuti a malattie cardiovascolari sono più comuni e sono in aumento in gran parte dei paesi in via di sviluppo, mentre il tasso di mortalità è diminuito nella maggior parte dei paesi sviluppati a partire dagli anni ’70. La malattia coronarica e l'ictus rappresentano l'80% dei decessi per CVD negli uomini e il 75% nelle donne. La maggior parte delle malattie cardiovascolari colpisce gli individui anziani. Negli Stati Uniti le CVD interessano gli individui tra i 20 e 40 anni per l'11%, tra i 40 e i 60 anni per il 37%, tra i 60 e gli 80 anni per il 71% e al di sopra degli 80 anni per l’85%. L’età media nei decessi per malattia coronarica è di circa 80 anni nei paesi sviluppati, mentre scende a circa 68 anni nei paesi in via di sviluppo. Le CVD vengono diagnosticate generalmente negli uomini da sette a dieci anni prima rispetto alle donne.